# 丁敏君
丁敏君是金庸小說中《倚天屠龍記》的反派角色，為峨嵋派滅絕師太首徒，周芷若、紀曉芙的大師姐。

## 概述
峨嵋派掌門滅絕師太首徒，周芷若、紀曉芙等人的大師姐。人雖美但心胸非常狹隘不得人心，性格驕傲自大，常恃着自己身份作威作福和打壓師妹，並覬覦掌門之位，妒恨得師父疼愛而有繼任掌門資格的周芷若和紀曉芙，因個性雞腸狗肚而被彭瑩玉譏為「毒手無鹽」。處處先後找周芷若和紀曉芙麻煩和針對她們，滅絕師太在世時已常在其面前挑撥周、紀二人與滅絕的關係，又不斷說其壞話和尋找她們的黑材料，在滅絕師太死後仍以輿論攻擊周芷若逼交掌門之位，但在周芷若九陰白骨爪大成後自知實力懸殊而放棄爭掌門之位。